# 2370894
2370894 es un álbum del artista canadiense de música electrónica Venetian Snares, editado en 2002 por Planet Mu.
El disco fue publicado como Vsnares, e incluye una selección de temas descartados de álbumes anteriores.
"Nobody Really Understands Anybody" presenta un sampling de la canción de The Smiths "Plase Please Please".
Este trabajo recibió una elogiosa reseña de Allmusic, y un casi óptimo puntaje de 4,5/5.

## Lista de temas
1. "Underground Circus Jesus" 	3:48
2. "Ornamental Grape Bone" 	3:55
3. "Happy Morning Condom Factory"  	3:28
4. "Twisting Ligneous"  	9:57
5. "Fuck Toronto Jungle" 	5:11
6. "We Are Cesspools"  	3:11
7. "Sybian Rock"  	0:49
8. "Nobody Really Understands Anybody" 	4:20
9. "Stamina" (Instrumental, feat. Cex and Mad E. P.)	3:01
10. "2 Dollars" 	4:40
11. "British IDM Preset Fanfare (The Hawaiian Hockey Song)"  	3:54